# Abdul Ghani Shahad
Abdul Ghani Shahad (in arabo عبد الغني شهد‎?; Najaf, 7 marzo 1968) è un allenatore di calcio ed ex calciatore iracheno, di ruolo centrocampista, c.t. della nazionale irachena.

## Carriera

### Giocatore
Ha militato nella squadra irachena dell'Al Najaf.

### Allenatore
Dopo aver guidato alcune squadre irachene, nel 2015 diventa commissario tecnico della nazionale olimpica irachena che ha partecipato ai Giochi olimpici 2016, dove ha ottenuto 3 punti, frutto di 3 pareggi (per 0-0 con Danimarca e Brasile e per 1-1 con il Sudafrica). Nello stesso anno è diventato anche commissario tecnico ad interim della nazionale maggiore.